# Boda de Boris III de Bulgaria y Juana de Italia
La boda del zar Boris III de Bulgaria y la princesa Juana de Italia tuvo lugar el 25 de octubre de 1930 en la Basílica de San Francisco en la localidad italiana de Asís. 

## Antecedentes
Boris era el  hijo primogénito del zar Fernando I de Bulgaria y la princesa María Luisa de Borbón-Parma. Era el zar de Bulgaria desde el año 1918 tras la abdicación de su padre. 
Por su parte, Juana era la tercera hija del rey  Víctor Manuel III de Italia y de su esposa Jelena Petrović-Njegoš, princesa de Montenegro.
En un principio la relación no fue aceptada porque practicaban distintas religiones.

## Boda

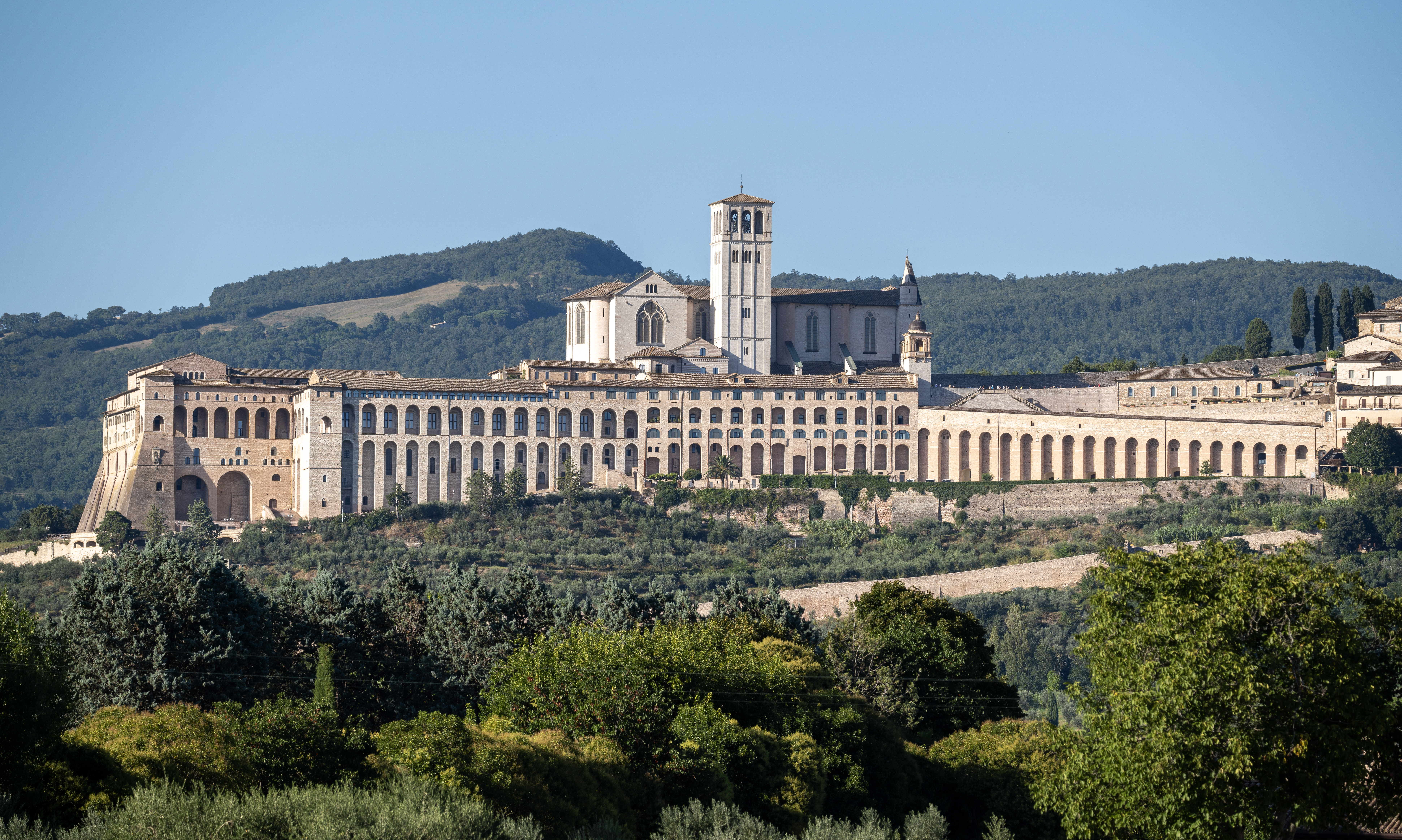
Basílica de San Francisco

La boda tuvo lugar el 25 de octubre de 1930, por el rito católico, en la Basílica de San Francisco en la región italiana de Umbría. Después de la ceremonia se celebró una recepción en Villa Fidelia en la localidad de Spello. 

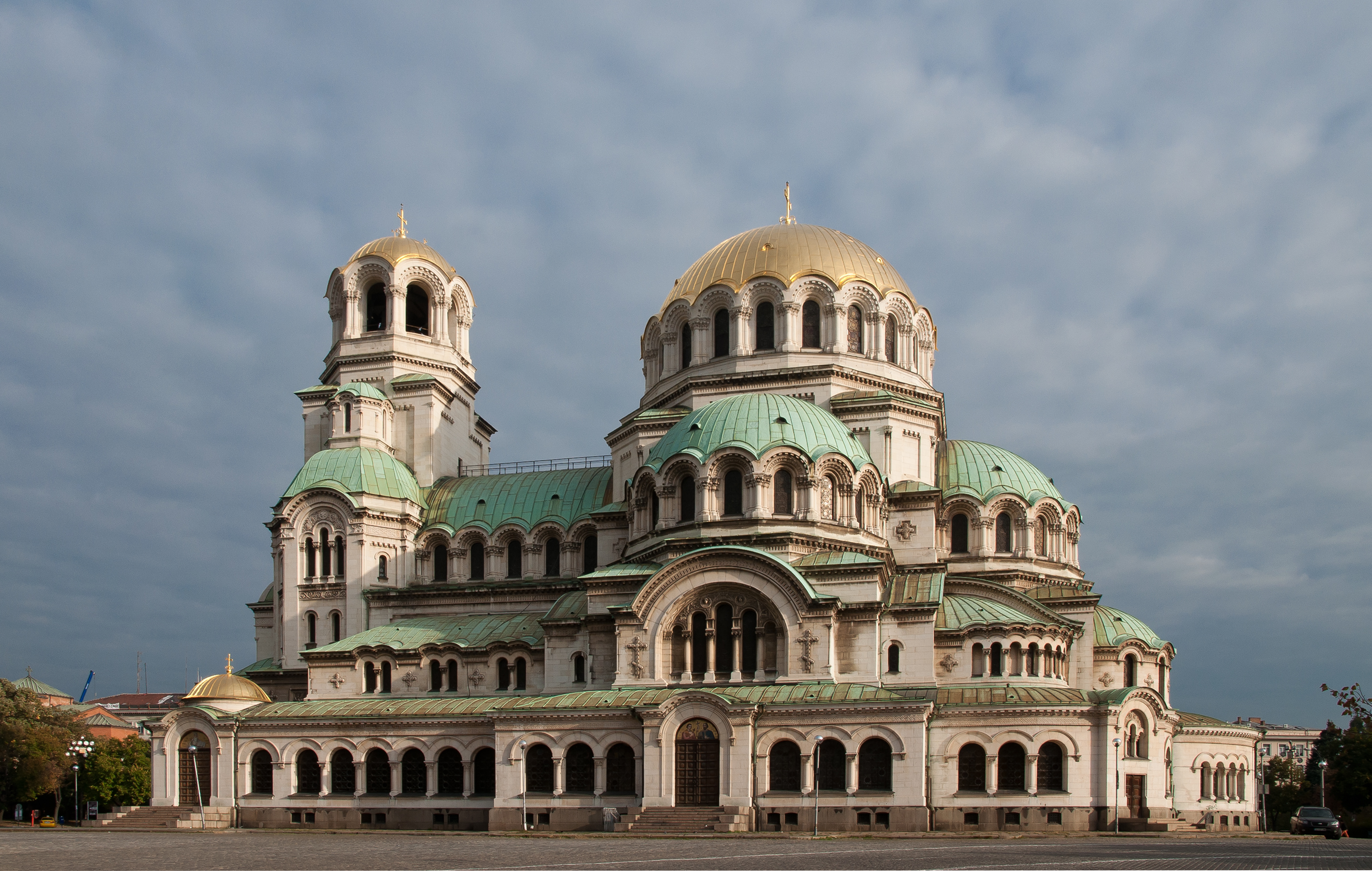
Catedral de Alejandro Nevski de Sofía

El 3 de noviembre de 1030 tuvo lugar una ceremonia ortodoxa en la Catedral de Alejandro Nevski de Sofía en la que Juana fue coronada como zarina e Bulgaria. 

## Otros datos
Boris y Juana tuvieron dos hijos:
- Princesa María Luisa de Bulgaria ( 13 de enero de 1933)
- Zar Simeón II de Bulgaria (16 de junio de 1937)

Boris reinó hasta el .28 de agosto de 1943. Boris falleció el 28 de agosto de 1943 en Sofía a los 49 años de edad. Juana falleció el 26 de febrero de 2000 en la localidad portuguesa de Estoril a los 92 años.